# タクア スペキオサ
タクア・スペキオサ（学名 Tacua speciosa）は、カメムシ目（半翅目）・ヨコバイ亜目（同翅亜目）・セミ科に分類されるセミの一種。非常に大きく、東南アジアに生息し、タクア属唯一の種である。
中国では青襟油蝉と呼ばれている。タクア属にはキエリアブラゼミとアオエリアブラゼミが存在する。

## 生態
翼幅は15〜18cmで、胴体の長さは4.7〜5.7cmである。黒い翅に黄緑の襟、腹部の赤い横縞、ターコイズブルーの腹部を持っている。

## 分布
主にボルネオ、スマトラ、ジャワ、シンガポール、マレー半島に生息している。